# Pokuplje
Pokuplje je mikroregija u Hrvatskoj, Pokupljem se naziva područje sljeva rijeke Kupe i široke ravnice i niskih brežuljaka uz tok rijeke Kupe, te njenih pritoka Mrežnice i Dobre u središnjoj Hrvatskoj. Pokuplje se sastoji od dva dijela, gornje Pokuplje ili međuriječje gornje Kupe, donje Dobre i Mrežnice a donje Pokuplje je prostor od grada Ozlja do grada Petrinje uz tok rijeke Kupe. Obično se Pokupljem u užem smislu naziva područje široke Pokupske ravnice koja se proteže od Karlovca, do Sisku, kod ušća Kupe u Savu. 
Gornjim Pokupljem ili Međurječjem smatra se prostor između rijeka gornje Kupe, donje Dobre i Mrežnice, to je ujedno jugozapadni rub Panonske nizine koji graniči s Gorskim kotarom na jugu, sa Slovenijom na zapadu i Kordunom na istoku.

## Stanovništvo
Karlovac s oko 50.000 stanovnika je središnje i ujedno najveće gradsko središte Pokuplja. Računa se da cijelo Pokuplje ima preko 100.000 stanovnika. Prema etničkoj strukturi uglavnom je tu naseljeno gotovo isključivo Hrvatsko stanovništvo.

## Gospodarstvo
U Pokuplju je razvijeno poljodjelstvo a planiranom i djelomično provedenom meliorizacijom Pokupske zavale dobivaju se vrijedne poljodjelske parcele koje će u budućnosti biti žitnica središnje Hrvatske. Prerađivačka, tekstilna, prehrambena i osobito metaloprerađivačka industrija u gradovima Karlovcu, Petrinji, Dugoj Resi, Ozlju, Jastrebarskom i drugim manjim mjestima stavljaju Pokuplje u razvijeno industrijsko područje.
Osim poljodjelstva i industrije prometno je to najvažniji prostor Hrvatske preko kojeg prolaze prometnice iz Panonije prema Jadranu.

## Vanjske poveznice
- http://public.carnet.hr/~rdraganj/izlozba/slides/Pokuplje.html